# Blederan
Blederan is een bestuurslaag in het regentschap Wonosobo van de provincie Midden-Java, Indonesië. Blederan telt 3100 inwoners (volkstelling 2010).